# Équipe d'Arabie saoudite de football à la Coupe d'Asie 1988
Cet article présente la campagne de l'Équipe d'Arabie saoudite de football lors de la phase finale de la Coupe d'Asie des nations de football 1988, organisée à Qatar. Le sélectionneur, le Brésilien Carlos Alberto Parreira, en poste depuis le début d'année, a pour mission de conserver le titre continental obtenu quatre ans plus tôt à Singapour.
Cinq joueurs ont marqué un but lors de cette phase finale. Il s'agit de Yousuf al-Dossari, Majed Abdullah, Fahad al-Bishi, Saleh al-Saleh et Mohamed Shehrani.
Pour leur deuxième participation, l'Arabie saoudite parvient à inscrire une seconde fois son nom au palmarès. Elle termine en tête de son groupe du premier tour, devant la Chine, finaliste en 1984, puis comme lors de l'édition précédente élimine les Iraniens en demi-finale et bat la Corée du Sud en finale.

## Qualifications
En tant que tenant du titre, l'Arabie saoudite est exemptée puisqu'elle est qualifiée d'office pour le tournoi final.

## Préparation
Afin de préparer au mieux la phase finale au Qatar, Parreira va faire disputer de nombreux matchs à ses joueurs. Les Saoudiens jouent ainsi quatre matchs amicaux en Australie (à deux reprises contre la Nouvelle-Zélande et Hong Kong) avant de participer à la Bicentennary Gold Cup, un tournoi amical où ils sont confrontés au pays hôte, au Brésil et à l'Argentine. Quelques semaines avant le départ pour Doha, les Faucons Verts jouent trois matchs de préparation à proprement parler, face à l'Égypte, l'Angleterre et la Tunisie.
| 14 novembre 1988 | Arabie saoudite | 0 - 0 | Égypte | Stade international du Roi-Fahd, Riyad |  |
|                  |                 |       |        |                                        |  |

| 16 novembre 1988 | Arabie saoudite | 1 - 1 | Angleterre | Stade international du Roi-Fahd, Riyad        |                                               |
|                  | Abdullah 15e    |       | Adams 54e  | Spectateurs : 18 000 Arbitrage : Jassim Mandi | Spectateurs : 18 000 Arbitrage : Jassim Mandi |

| 23 novembre 1988 | Arabie saoudite | 1 - 0 | Tunisie | Al Khobar |
|                  | Abdullah        |       |         |           |

## Coupe d'Asie des nations 1988

### Effectif
Voici la liste des 15 joueurs sélectionnés par Carlos Alberto Parreira pour la phase finale de la Coupe d'Asie des nations 1988 à Qatar :
| Effectif actuel |     |                      |                   |            |      |                    |
| N°              | Pos | Nom                  | Date de naissance | Sélections | Buts | Club               |
| --------------- | --- | -------------------- | ----------------- | ---------- | ---- | ------------------ |
| 1               | GB  | Abdullah al-Deayea   | 1er décembre 1963 |            |      | Al Ta'ee Ha'il     |
|                 |     |                      |                   |            |      |                    |
| 2               | DF  | Abdullah al-Dosari   | 1er novembre 1969 |            |      | Al Ittihad Djeddah |
| 4               | DF  | Ahmed Madani         | 6 janvier 1970    |            |      |                    |
| 5               | DF  | Saleh al-Nuayamah    | 1er janvier 1959  |            |      | Al Hilal           |
| 13              | DF  | Mohamed al-Jawad     | 28 novembre 1962  |            |      | Al Ahli            |
| 15              | DF  | Youssef al-Thuniyan  | 18 novembre 1963  |            |      | Al Hilal           |
| 19              | AT  | Mohammed al-Shehrani |                   |            |      |                    |
|                 |     |                      |                   |            |      |                    |
| 6               | ML  | Saleh al-Saleh       | 3 janvier 1966    |            |      | Al Nasr Riyad      |
| 8               | AT  | Fahad al-Bishi       | 10 septembre 1965 |            |      | Al Nasr Riyad      |
| 10              | ML  | Fahad al-Mosaibeth   | 4 avril 1961      |            |      |                    |
| 14              | ML  | Khalid al-Muwallid   | 23 novembre 1971  |            |      | Al Ahli            |
|                 |     |                      |                   |            |      |                    |
| 7               | AT  | Youssef al-Dossary   |                   |            |      |                    |
| 9               | AT  | Majed Abdullah       | 1er novembre 1959 |            |      | Al Nasr Riyad      |
| 11              | AT  | Mohaisen al-Dossary  | 6 avril 1966      |            |      | Al Nasr Riyad      |
| 17              | ML  | Saad al-Dossary      |                   |            |      |                    |

### Premier tour
Le tirage au sort du premier tour place l'Arabie saoudite dans le groupe 2 en compagnie du finaliste de 1984, la Chine, du Koweït, de Bahreïn et de la Syrie. La Syrie et le Koweït étaient déjà dans le même groupe que les Saoudiens quatre ans plus tôt.
| Rang | Équipe          | Pts | J | G | N | P | Bp | Bc | Diff |
| ---- | --------------- | --- | - | - | - | - | -- | -- | ---- |
| 1    | Arabie saoudite | 6   | 4 | 2 | 2 | 0 | 4  | 1  | +3   |
| 2    | Chine           | 5   | 4 | 2 | 1 | 1 | 6  | 3  | +3   |
| 3    | Syrie           | 4   | 4 | 2 | 0 | 2 | 2  | 5  | -3   |
| 4    | Koweït          | 3   | 4 | 0 | 3 | 1 | 2  | 3  | -1   |
| 5    | Bahreïn         | 2   | 4 | 0 | 2 | 2 | 1  | 3  | -2   |

| 2 décembre 1988 | Arabie saoudite                | 2 - 0 | Syrie | Qatar SC Stadium, Doha       |                              |
|                 | al-Saleh 20e · al-Shehrani 82e |       |       | Arbitrage : Erik Fredriksson | Arbitrage : Erik Fredriksson |
|                 | (Rapport)                      |       |       | Arbitrage : Erik Fredriksson | Arbitrage : Erik Fredriksson |

| 5 décembre 1988 | Arabie saoudite | 0 - 0 | Koweït | Al-Ahly Stadium, Doha      |
|                 |                 |       |        | Arbitrage : Michel Vautrot |
|                 | (Rapport)       |       |        |                            |

| 9 décembre 1988 | Arabie saoudite | 1 - 1 | Bahreïn            | Qatar SC Stadium, Doha    |                           |
|                 | al-Dossari 78e  |       | Mohamed 44e (pen.) | Arbitrage : Vincent Mauro | Arbitrage : Vincent Mauro |
|                 | (Rapport)       |       |                    | Arbitrage : Vincent Mauro | Arbitrage : Vincent Mauro |

| 12 décembre 1988 | Arabie saoudite | 1 - 0 | Chine | Al-Ahly Stadium, Doha      |                            |
|                  | al-Bishi 56e    |       |       | Arbitrage : Mohamed Hansal | Arbitrage : Mohamed Hansal |
|                  | (Rapport)       |       |       | Arbitrage : Mohamed Hansal | Arbitrage : Mohamed Hansal |

### Demi-finales
| 15 décembre 1988 | Arabie saoudite | 1 - 0 | Iran | Qatar SC Stadium, Doha                           |                                                  |
|                  | Abdullah 16e    |       |      | Spectateurs : 17 000 Arbitrage : George Courtney | Spectateurs : 17 000 Arbitrage : George Courtney |
|                  | (Rapport)       |       |      | Spectateurs : 17 000 Arbitrage : George Courtney | Spectateurs : 17 000 Arbitrage : George Courtney |

### Finale
| 18 décembre 1988 | Arabie saoudite | 0 - 0 a.p. | Corée du Sud | Al-Ahly Stadium, Doha                           |
|                  |                 |            |              | Spectateurs : 20 000 Arbitrage : Michel Vautrot |
|                  | (Rapport)       |            |              |                                                 |
|                  | Tirs au but 5-4 |            |              |                                                 |